# エン (化学)
-エン(-ene)は、有機化合物のIUPAC命名法の規則に基づいた時、-C=C-基が最も優先される場合に、化合物名の語尾に付けられる接尾辞である。この前にハイフンで挟まれた数字が挿入されることがあるが、これは、その位置の原子とその次の位置の原子の間に二重結合があることを示している。この言葉は、最も単純なアルケンであるエチレンの語尾に由来する。次に母音で始まる接尾辞が続く時には、末尾の”-e”は欠落し、例えば、-C=C-結合とアルデヒド基の両方を持つ場合の語尾は、”-enal”となる。続く接尾辞が子音で始まる場合には末尾の”-e”は残り、例えば、二重結合と2つの三重結合を持つ化合物名の語尾は、”-enediyne”となる。
前に付くギリシア数字の接頭辞は、化合物中に二重結合がいくつあるかを示す。
また、無機化合物においても、原子が単原子分の厚みの二次元の層状に配列する状態を表す。例としては、グラフェン、シリセン、スタネンや、最近合成されたゲルマネンがある。